# Économie sociale marchande
Ne doit pas être confondu avec Économie sociale de marché ou Économie socialiste de marché.
L’économie sociale marchande est l'ensemble des entreprises d'économie sociale qui génèrent des revenus autonomes par la vente de produits ou services. Les organismes à but non lucratif (OBNL) qui développent au moins un volet d’activités marchandes, avec des résultats qui représentent une partie importante des revenus globaux, sont considérés comme des entreprises d’économie sociale marchande.